# Marc Antony and Pussyfoot
Marc Antony (Marco Antônio, também referido como Marc Anthony em sua tigela em Feed the Kitty) e Pussyfoot (Nick Miau, na dublagem do SBT e às vezes chamado de "Kitty" ou "Cleo" em livros de história da Warner Bros.) são personagens animados de cinco curtas nas séries Looney Tunes e Merrie Melodies, da Warner Bros, incluindo Feed the Kitty, Feline Frame-Up e Kiss Me Cat. Marco Antônio é um buldogue grandalhão, normalmente marrom com uma barriga bege e orelhas pretas, embora sua coloração varie em alguns curtas. Ele se parece muito com o buldogue Hector (de Piu-Piu e Frajola), mas com patas traseiras mais finas e sem os caninos protuberantes. Nick Miau, em contraste, é um gato preto e branco, de olhos azuis e extremamente fofo, a quem Marco Antônio devota-se completamente com amor maternal. Os personagens aparentam ter sido nomeados em alusão a Marco Antônio e Cleópatra, amantes descritos em Vidas Paralelas, de Plutarco. Chuck Jones, o criador, mencionou os esforços necessários para maximizar a fofura do gatinho. Quase totalmente constituído de cabeça e olhos, possui o corpo preto, com o rosto, a barriga e a ponta da cauda brancos. Fãs frequentemente confundem Marco Antônio com Hector, mas, em sua origem, são personagens completamente distintos.

## Influência
Nick Miau foi usado em alguns artigos de merchandising da Warner Bros. e o par já estrelou diversas produções da Warner Bros, como o terceiro segmento do filme No Limite da Realidade, de 1983, e a história em quadrinhos "Bringing Up Baby", dos Looney Tunes, de 1999. Em Tiny Toons um personagem similar, chamado Barky Marky, foi apresentado, tendo um papel minoritário no show. O par também inspirou os personagens Buttons and Mindy, personagens no programa sucessor a Tiny Toons, Animaniacs. Curiosamente, no curta de Buttons and Mindy chamado Cat on a Hot Steel Beam, o gato que Mindy persegue durante o desenho é precisamente Nick Miau. Nick Miau faz ainda uma aparição no curta de 1995 de Chuck Jones, Another Froggy Evening. Jones mais tarde revisitaria a ideia de um gatinho fofo com um guarda-costas improvável em um curta de Tom e Jerry para a MGM, The Unshrinkable Jerry Mouse, com Jerry tornando-se amigo e protegido de um gato, contra Tom (enredo este baseado em Feline Frame-Up).
Um segmento de Feed the Kitty, em que Marco Antônio está inconsolável ao acreditar que Nick Miau foi transformado em um biscoito (alheio ao fato de que o gato está são e salvo), foi homenageado no filme Monstros S.A. (2001) da Pixar, onde Sulley acredita que a garotinha Boo caiu em um compactador de lixo, re-encenando a cena de Marco Antônio quase que plano a plano.
Uma referência a Feed the Kitty também é feita nos episódios 13 e 14 da 14ª temporada de South Park, com Eric Cartman no papel de Nick Miau e Cthulhu como Marco Antônio, na clássica dinâmica do gato agindo adoravelmente.
Feed the Kitty foi lançado em DVD, na compilação Looney Tunes Golden Collection Volume 4, disco 4 e em Looney Tunes Spotlight Collection, e em Blu-ray, em Looney Tunes Platinum Collection: Volume 1.

## Aparições

### Curtas Clássicos
- "Cheese Chasers" (1951) Primeira aparição de Marco Antônio;
- "Feed the Kitty" (1952) Primeira aparição de Nick Miau;
- "Kiss Me Cat" (1953);
- "Feline Frame-Up" (1954);
- "No Barking" (1954) aparição de Marc Antony;
- "Go Fly a Kit" (1957);
- "To Itch Its Own" (1958) Marc Antony como Buther;
- "Cat Feud" (Briga de Gato, 1958) Última aparição de Nick Miau e Marco Antônio;
- "Another Froggy Evening" (1995) (aparição de Nick Miau).

### Outras mídias
- Animaniacs episódio 14, na parte "Cat on a Hot Steel Beam" (somente Nick Miau);
- Uma Cilada para Roger Rabbit (apenas Marco Antônio, em escala de cinza);
- Space Jam;
- De Volta à Ação, O Filme;
- Piu-piu Dá a Volta ao Mundo (somente Nick Miau).